# Árchez
Árchez – gmina w Hiszpanii, w prowincji Malaga, w Andaluzji, o powierzchni 4,8 km². W 2011 roku gmina liczyła 476 mieszkańców.